# Schnauzer estàndard
El Schnauzer estàndard és la raça de gos original de les tres races de Schnauzer, i malgrat el seu pelatge i aspecte en general, aquest no es relaciona amb els terriers anglesos. Aquesta és una de les races més antigues d'Europa. Aquesta raça és bella i robusta, té una complexió quadrada i una grandària mitjana amb un semblant aristocràtic, aquesta va ser la raça preferida d'Albrecht Dürer i Rembrandt.

## Descripció

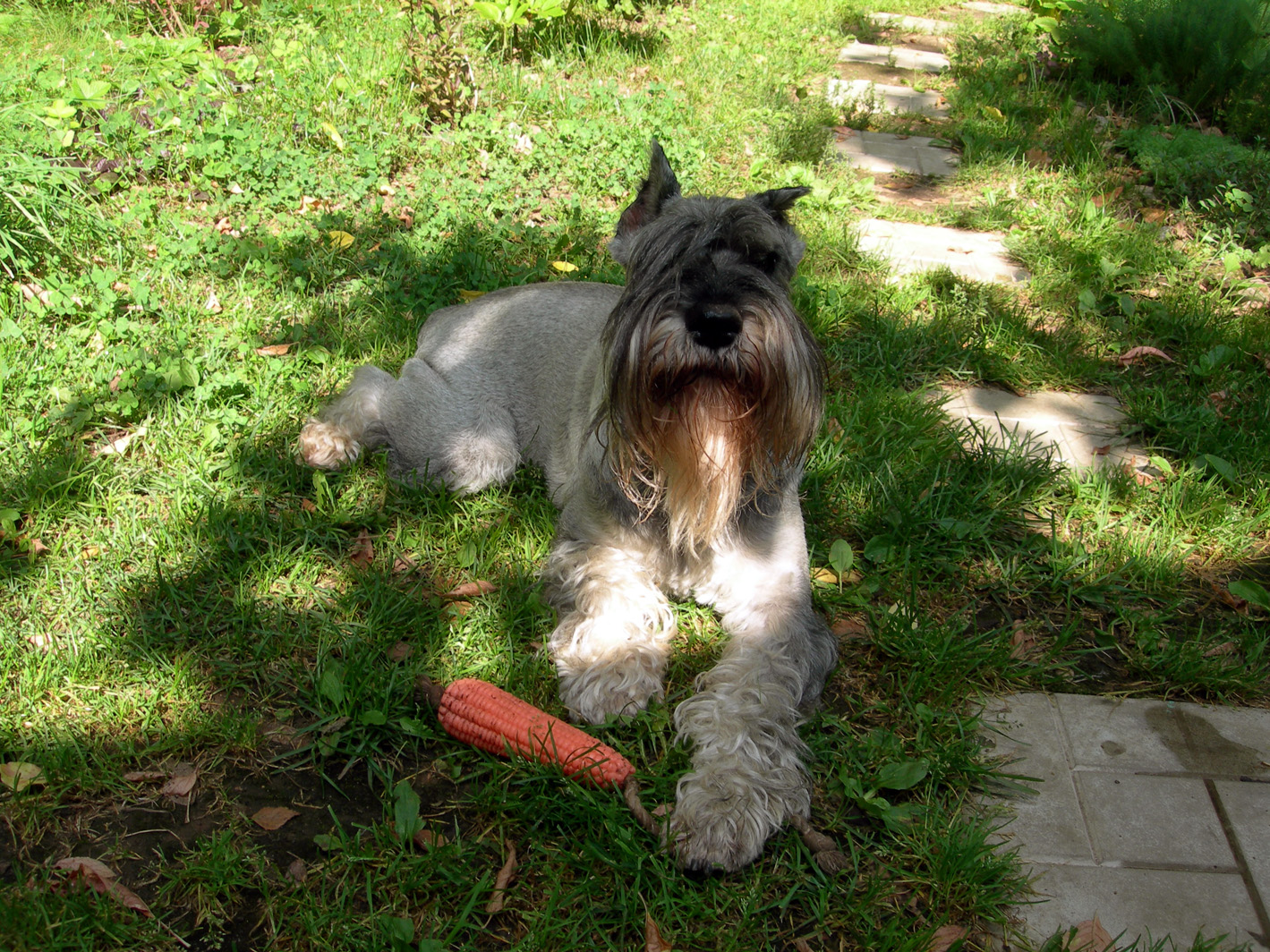
Vista frontal

El Schnauzer estàndard té un pelatge aspre, amb colors que van del sal i pebre al negre sòlid. El pèl a la cara s'allarga per formar una barba i les celles. La raça és robusta i "pesada" per la seva alçada amb les porcions del múscul i l'os. Les gammes ideals del pes i de l'alçada varien considerablement a partir d'un estàndard de raça que és el següent: Els mascles s'estenen entre els 45 cm-50 cm d'alçada en creu i pesen generalment entre 15.5 kg.-22/05 quilograms. Les femelles estan idealment entre 42.5 cm-47.5 centímetres d'alçada en creu i pesen generalment entre 13.5 kg.-20/02 kg.. Tradicionalment, les orelles són tallades i la cua també. No obstant això, en molts països europeus i a Austràlia el tall d'orelles i cua es prohibeix i els gossos llueixen les seves orelles i cues naturals (vegeu imatge). Als Estats Units, la majoria dels gossos tenen orelles i cua retallades.

## Utilitat

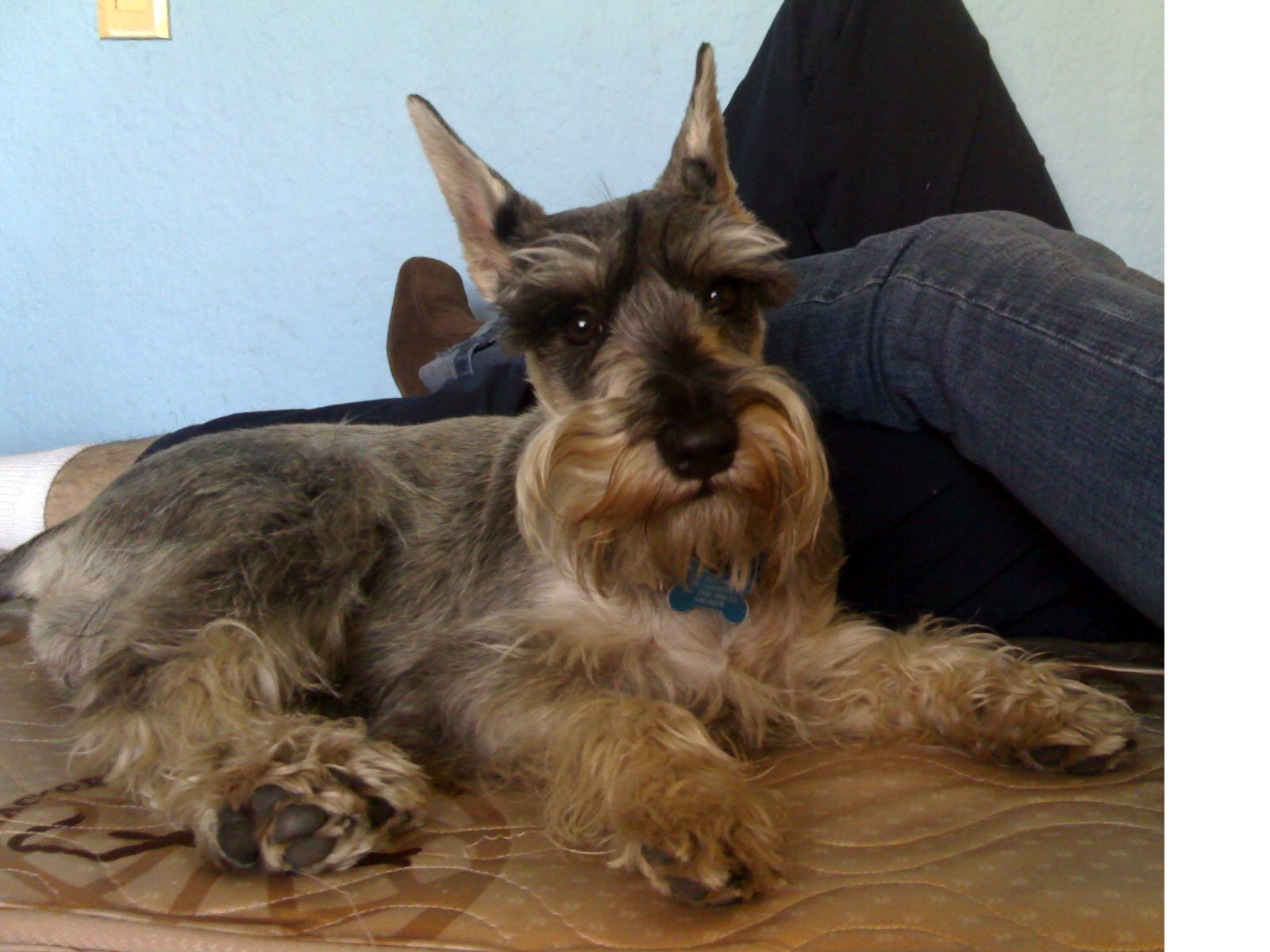
Exemplar ajagut

És una raça que, igual que el Pinscher alemany, es va crear per a l'extermini de les feristeles de les granges, encara que no va trigar a destacar en altres tasques, convertint-se en un gos polivalent. Entre les funcions que exercia el Schnauzer es trobava conduir el bestiar. És gelós, afectuós i és útil per a la companyia d'ancians.

## Nom
El nom de Schnauzer se li dona a la raça per la seva primera presentació en públic en un certamen d'exposició. Aquest certamen (Hannover 1879) el va guanyar un gos presentat com Pinscher de pèl dur. El gos guanyador es deia Schnauzer ("bigotut") i a partir de llavors, tots els Pinscher de pèl dur han rebut el nom de Schnauzer.
Al seu país d'origen se'l coneix com a Mittelschnauzer (Schnauzer mitjà) per distingir-se de la forma gegant i la forma miniatura.

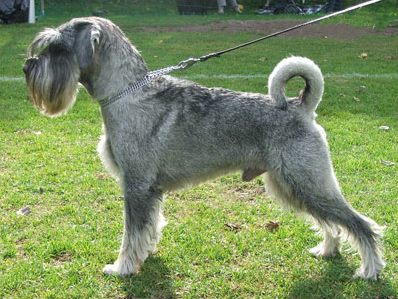
Vista lateral

## Història
Al marge de l'origen de la raça (explicat en l'apartat sobre el nom), cal destacar que l'estàndard racial del Schnauzer es va fixar per primera vegada l'any 1880, i l'any 1885 es va crear el primer club de la raça a Alemanya. Es va haver d'esperar 40 anys més perquè es fes el mateix als Estats Units (1925).

## Classificació
La classificació del Schnauzer sempre ha portat polèmica, ja que no se li vol classificar com a terrier, probablement per no ser una raça que caci com a gos de cau. La polèmica és que gossos com el Terrier de Manchester sí que estan classificats com a terriers i són, com és el cas de l'esmentat, el prototip del gos ratoner sense estar capacitat per a la caça com a gos de cau.